# Experiment
Un experiment (din latină din ex- și periri, „despre încercare”) este un set de observații sistematice desfășurate în contextul rezolvării unei anumite probleme sau chestiuni, pentru a sprijini sau infirma o ipoteză sau cercetare privitoare la fenomene. Experimentul este un mijloc fundamental în cercetarea empirică.

## Metodologia experimentelor

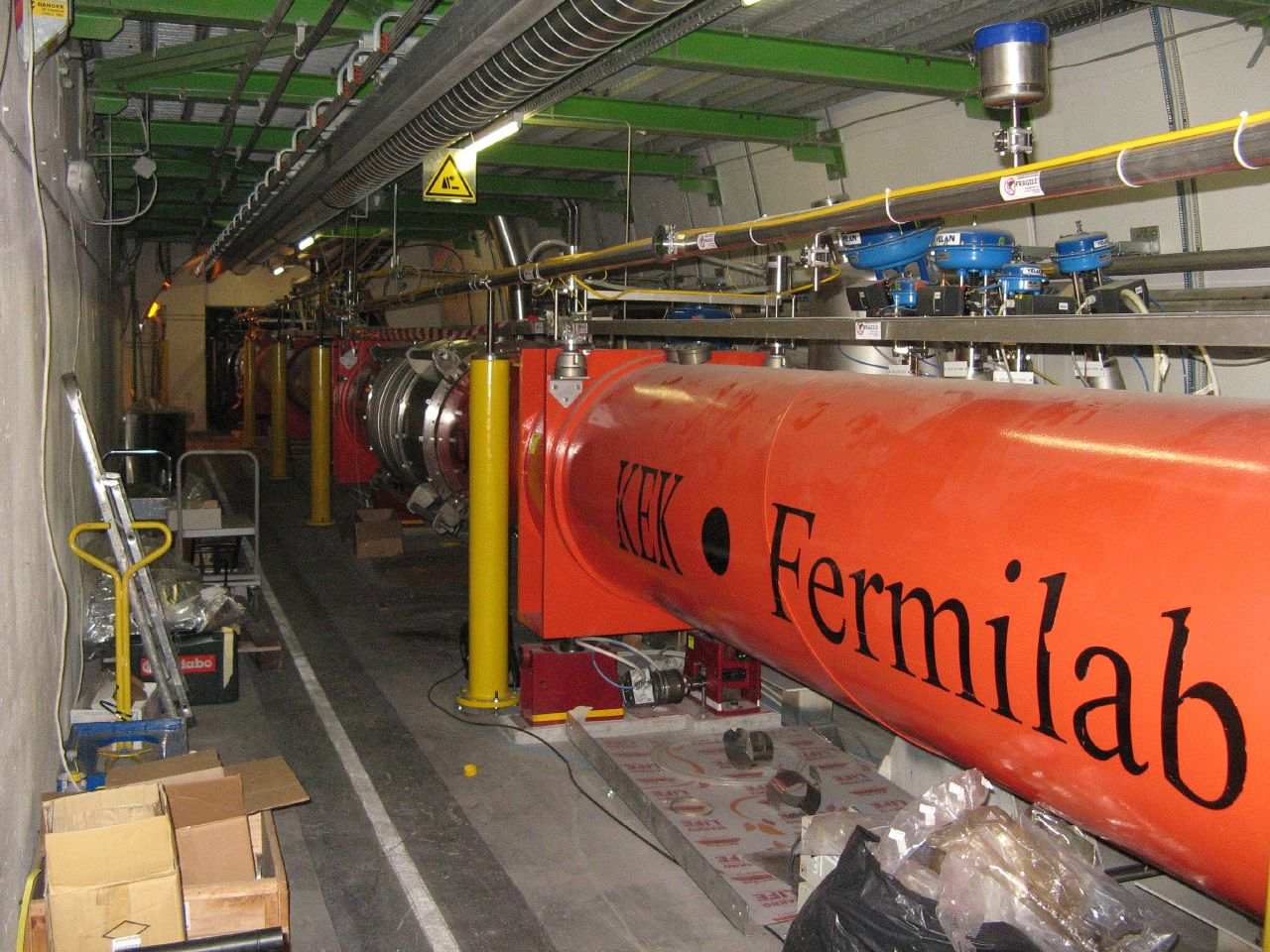
Experimente la Large Hadron Collider (CERN)pentru a direcționa fasciculele către patru puncte de intersecție, unde vor avea loc interacțiuni între protoni accelerați.

Allan Franklin și Slobodan Perovic , în Experiment in Physics, afirmă că teoriile în știință în general, și în fizică în special, sunt confirmate (temporar) prin experimente care verifică afirmațiile și predicțiile teoriilor, punând astfel bazele cunoașterii științifice. Francis Bacon este primul care a susținut conceptul de experiment crucial, care poate decide validitatea unei ipoteze sau teorii. Ulterior, Newton a susținut că teoriile științifice sunt induse direct din rezultatele experimentale și observații, excluzând ipotezele netestate. Hobbes a afirmat, dimpotrivă, că rațiunea umană a precedat tehnicile experimentale, criticând optimismul lui Boyle privind rolul metodei experimentale. În secolul 20, pozitivismul logic separă deducțiile observaționale de cele teoretice. Thomas Kuhn și Paul Feyerabend au criticat această viziune, afirmând că toate experimentele au la bază un cadru teoretic și deci nu pot confirma independent o teorie. Ian Hacking a fost de acord cu această idee, dar afirmă că observațiile rămân de încredere prin confirmări independente. În cazul unui singur sistem experimental viabil, Allan Franklin și Slobodan Perovic propun strategii specifice pentru validarea observației, care, împreună cu strategia lui Hacking, constituie o epistemologie a experimentului:
1. Verificarea și calibrarea experimentală, cu ajutorul fenomeneor cunoscute.
2. Reproducerea artefactelor cunoscute în prealabil.
  1. Eliminarea surselor plauzibile de eroare și explicațiile alternative ale rezultatului (”strategia Sherlock Holmes”).
  2. Folosirea rezultatelor pentru a argumenta validitatea lor.
  3. Folosirea unei teorii independente bine-coroborată a fenomenelor pentru a explica rezultatele.
  4. Folosirea unui aparat bazat pe o teorie bine coroborată.
  5. Utilizarea argumentelor statistice.[1]

Dar aplicarea acestor strategii nu garantează corectitudinea rezultatelor. Din această cauză, fizicienii folosesc mai multe strategii, în funcție de experiment.
Peter Galison, în How Experiments End (1987), afirmă că experimentele se încheie într-un mod subiectiv, atunci când experții cred că au ajuns la un rezultat valid. Cele mai multe experimente se bazează pe tradițiile în domeniu și experiența personală a cercetătorului (inclusiv presupozițiile sale teoretice), atât în proiectarea experimentului cât și în acceptatrea unei teorii ”care permite” desfășurarea experimentelor. Presupozițiile teoretice ale experimentatorilor sunt acceptate.
Harry Collins a dezvoltat un argument numit ”regresul experimentatorilor”, conform căruia nu există criterii formale pe care să le poți aplica pentru a decide dacă un aparat experimental funcționează corect sau nu. Ce contează în fapt este negocierea în cadrul comunității științifice, care depinde de ”factori precum interesele carierei, sociale și cognitive ale oamenilor de știință și utilitatea percepută pentru munca viitoare, dar care nu este decisă prin ceea ce putem numi criterii epistemologice sau judecată raționalizată.”
Pickering susține, de asemenea, că motivele pentru acceptarea rezultatelor sunt utilitatea ulterioară a lor în practica științifică, și acordul lor cu angajamentele comunitare existente. El afirmă că un sistem experimental produce rareori rezultate experimentale valide dacă nu este ajustat în acest sens, și că teoria aparaturii, cât și teoria fenomenelor, determină producerea unui rezultat experimental valid. Ulterior, concluzionează că „rezultatele depind de modul în care este lumea”: „Astfel, felul în care este lumea materială se infiltrează în și infectează reprezentările noastre despre ea într-un mod netrivial și consecvent. Analiza mea arată astfel un angajament intim și reactiv între cunoașterea științifică și lumea materială, care este integrantă practicii științifice”.
Hacking susține că, în ciuda aparențelor, constructiviștii, precum Collins, Pickering sau Latour, nu cred că faptele nu există sau că nu există realitate. El citează pe Bruno Latour și Steve Woolgar că rezultatul este o consecință a muncii științifice mai degrabă decât cauza ei, într-un relativ consens cu comunitatea științifică.
Acumularea unei cantități mari de date în cadrul unui experiment poate impune o selecție, prin tehnica reducerii utilizată de fizicieni, a datelor care vor fi folosite. Aceasta poate fi o preocupare epistemologică importantă privind modul de selecție a datelor considerate utile, minimizând probabilitatea unor rezultate neexplorate. În astfel de cazuri, fizicienii aplică o analiză de robustețe în testarea ipotezelor, prin verificarea aparaturii utilizate, și stabilirea unor algoritmi de lucru.